# Zodwa Wabantu
Zodwa Wabantu (de son vrai nom Zodwa Rebecca Libram) est une danseuse, mondaine et une personnalité médiatique sud-africaine, née le 30 octobre 1985 à Dlamini, Soweto.

## Controverse
Wabantu fait les vagues en se produisant sans porter la culotte. En 2017, elle a été interdite à se produire au Zimbabwe en raison de la nature de ses performances,. Un an après, elle se fait expulsée de la Zambie pour de raisons similaires,. Cette série d'interdiction de production de Wabantu se poursuit, et au tour Malawi en juin 2022 d'interdire à l'artiste sud-africaine d'entrer au pays et s'y produire.